# Марі-Лор Брюне
Марі-Лор Брюне (фр. Marie-Laure Brunet, 20 листопада 1988) — французька біатлоністка, дворазова призерка Олімпійських ігор, чемпіонка світу з біатлону 2009 року у змішаній естафеті, п'ятиразова призерка чемпіонатів
світу з біатлону, пероможниця та призерка етапів Кубка світу з біатлону.
На Олімпіаді у Ванкувері Брюне виборола бронзову медаль у гонці переслідування та разом із подругами із збірної Франції срібну медаль в естафеті.
Сезон 2009/2010 Брюне завешила на 9-му місці в загальному заліку Кубка світу.